# جون إس. لويس
جون إس. لويس (بالإنجليزية: John S. Lewis) هو فيزيائي وعالم فلك أمريكي، ولد في 27 يونيو 1941 في ترنتون في الولايات المتحدة.